# Hemicordulia kalliste
Hemicordulia kalliste – gatunek ważki z rodziny szklarkowatych (Corduliidae).